# Франсуа Шаль
Франсуа Шаль (фр. François Challe) — архітектор, родом із Франції. Наприкінці 1810-х років працював в Одесі, виконав у місті низку відповідальних робіт: здійснював будівництво в карантині, брав участь в проектуванні Одеського порту, плануванні Приморського бульвару, а також будівництві житлових будівель спільно з іншими архітекторами. Дотримувався стильових засад ампіру.

## Біографічні відомості
Здобув освіту в Парижі Школі красних мистецтв, був учнем Ш. Персьє. 
Наприкінці 10-х років XIX ст. працював в Одесі. Розробив генеральний план і спроектував основні споруди карантину; кошторис для проекту розробив Дж. Фраполлі, у будівництві брали участь інженери К. Потьє, Г. Морозов, Ю. Гаюї. Серед інших проектів в Одесі:
- переобладнання будинку Вагнера та шляхетного інституту для потреб Рішельєвського ліцею на перетині вулиць Дерибасівської № 16, Катерининської № 14 і Ланжеронівської № 17 (1819).
- перепланування прибережної частини міста і створення Приморського бульвару (1820).
- можливо допомагав інженеру Ю. Гаюї в розробці блискучого проекту створення ансамблевої забудови Одеського порту, який передбачав не лише зонування територій за використанням, а й об'ємні вирішення в монументальних архітектурних формах (1825).

1821 року склав генеральний план Керчі, що став одним з найяскравіших зразків вітчизняного містобудівного мистецтва доби ампіру.